# Коваль Алла Петрівна
А́лла Петрі́вна Кова́ль (9 березня 1923, с. Білозір'я, тепер Черкаський район, Черкаська область — 16 травня[джерело?] 2009, Київ) — український мовознавець. Доктор філологічних наук (з 1972), професор (1973). Автор багатьох наукових та науково-популярних праць з історії української мови, стилістики, культури мови тощо.

## Життєпис
Закінчила філологічний факультет Київського університету (1945).
Працювала вчителем у селищах Микулинцях Теребовлянського району (1949) та Козлів Козівського району (1950—1951).
Від 1951 — у Київському університеті: викладач філологічного факультету, 1972—1989 — завідувач кафедри стилістики факультету журналістики.
Похована в Києві на Міському цвинтарі (Берківці), ділянка 91.

## Праці
Автор наукових і науково-популярних праць і підручників з історії української літературної мови, стилістики, з питань культури мови тощо.
Серед праць:
- Культура української мови (1964)
- Науковий стиль сучасної української літературної мови (1970)
- Культура ділового мовлення (1974)
- Крилаті вислови в українській літературній мові (1975) — співукладачка
- Українсько-хорватський або сербський словник (1979) — співукладачка
- Практична стилістика сучасної української мови (1978)
- Слово про слово (1986)
- Життя і пригоди імен (1988)
- Спочатку було Слово: Крилаті вислови біблійного походження в українській мові (2001)
- Знайомі незнайомці: Походження назв поселень України (2001)

1964 року вийшла друком книжка «1000 крилатих виразів української літературної мови: афоризми, літературні цитати, образні вирази». Упорядники — Алла Петрівна Коваль, Віктор Вікторович Коптілов.

## Вшанування пам'яті
22 грудня 2010 року в Інституті журналістики Київського національного університету імені Тараса Шевченка відбувся Круглий стіл пам'яті А. П. Коваль за участю її учнів, зокрема Бориса Олійника, Вадима Крищенка, багатьох відомих журналістів, філологів, літераторів. У заході взяла участь дочка А. П. Коваль — доцент Оксана Коваль.
25 березня 2011 року в Інституті журналістики КНУ було проведено міжнародну науково-практичну конференцію «Мова. Суспільство. Журналістика», присвячену пам'яті професора Алли Коваль.